# 妖怪合租屋
《妖怪合租屋》是日本一部于2020年8月1日至9月19日在朝日电视网“土曜深夜电视剧”时段播出的电视连续剧。本剧的女主角是由首次在日本商业电视台担任电视剧主演的小芝风花饰演。
續篇・第2季《妖怪合租屋—回歸奇譚怪—》於2022年4月9日起播放。電影版將於同年6月上映。
第一季由台灣OTT平台MyVideo、HamiVideo播出，第二季由MyVideo於2022年4月11日播出。

## 剧情简介
目黑澪因为被讨债人员追债而被迫拎着一只行李箱从自己的住宅逃出，她试图前往自己的男朋友奥园健太郎家寻求帮助。当她逃到男友家门时，却发现男友家里除了健太郎之外还有另外的女人。对眼前状况还一无所知的澪被男友健太郎面露难色地赶走，于是澪这才知道自己被劈腿，而且也知道自己不是健太郎真命天女的事实。而倍感讽刺的是，澪之所以欠下高额债务就是为了向男友健太郎上贡……
澪非常害怕被人讨厌，于是一边察言观色一边小心翼翼地生活。她没有什么特别想做的事情，在一家普通的公司里做着日常的事务工作。在梦想办公室恋情、职场婚姻及生孩子等未来事情时，她选择和一个英俊帅哥健太郎建立了恋爱关系。可是这个叫奥园健太郎的男人确实一个金玉其外的废物男人。他们约会的开销以及健太郎购买古董表的花费都是由澪承担，同时两人结婚的梦想以及健太郎的工作失误也是由澪承受。最终，澪被公司开除也背上了巨额债务，并最终被赶出了家门。
被健太郎抛弃而一无所有的澪在漂泊到由水冈让主持的荒波八幡神社里就倒下了。意识恢复后，澪被同为女性的四谷伊和送到神社一角的合租公寓内休息。澪向公寓里的其他住户酒井凉、沼田飞世、和良部诗子讲述了自己的遭遇并感动得他们流下了眼泪，不过澪也因此察觉出有些住户的样貌有些奇怪。当晚，住户们同意让澪留宿在一间空房子里。不过半夜当澪醒来的时候，她却发现起居室里有妖怪的身影！
实际上，澪所在的这栋合租公寓是给提灯阿岩、酒吞童子、滑瓢、座敷童子等妖怪居住的。这些妖怪在平时会变成人类的模样在人类的世界里打工以维持生计，但是每夜丑时的时候，他们就会显出原形。虽然澪已经知道了合租公寓的秘密，但是怜其没有住处和工作，因此被允许在找到工作并有一定的储蓄可以租房之前，只要不对外说出这栋公寓的秘密就可以继续住下来。
随后，澪通过招募传单来到原岛响人担任社长的杂志制作公司墨鱼制作工作。澪在工作和生活中所遇到的麻烦被公寓里的妖怪及来访的妖怪们给解决了，而在这种不能被外人知道的生活中，澪也开始成长并变得强大起来。

## 演員列表

### 主要人物
| 角色 | 饰演者                    | 角色简介 |
| --- | ------------------------- | --- |
| 目黑澪 | 小芝风花 涉谷南那（童年） | 主人公。喜界島出身。極度害怕被人討厭，想說的話都不說，只靠讀空氣過活的女孩。被渣男友・健太郎騙走所有東西，包括錢、工作、住所。因倒在神社，後被伊和幫助並帶到妖怪合租屋。  |
| 妖怪合租屋住户及相关人员 合租公寓位于荒波八幡神社内的一角。妖怪们可以通过将食指和中指抵在太阳穴并翻白眼的方法进行心灵交流，而身为普通人的目黑澪则无法得知交流内容。位于合租公寓中庭的水井是其他妖怪前来拜访的出入口。 |                           | |
| 四谷伊和 / 提燈阿岩 | 松本真理香                | 真實妖怪身份是四谷怪談的提燈阿岩，在人間時是一位護士。性格溫和、認真。把倒在荒波八幡神社內的澪帶去妖怪合租屋。因自身被男性騙的經驗，同情相同際遇的澪。 (包含第一季第一怪) |
| 酒井涼 / 酒吞童子 | 每熊克哉                  | 真實妖怪身份是酒吞童子，在人間時於拍賣公司上班，負責鑑識骨董真偽。很受女性歡迎的美男子。 (包含第一季第三怪)                                                               |
| 沼田飛世 / 滑瓢 | 大倉孝二                  | 真實妖怪身份是滑瓢，在人間時是一位律師兼經營顧問，並擔任一間咖哩店的顧問。 (包含第一季第五怪)                                                                             |
| 和良部詩子 / 座敷童子 | 池谷伸枝                  | 真實妖怪身份是座敷童子，在人間時是妖怪合租屋的管理人，負責照看住戶們。擅長江戶時代的料理。 (包含第一季最終怪)                                                             |

### 登场人物

#### 第一季
| 角色                  | 饰演者                    | 角色简介                                                                                 |
| --------------------- | ------------------------- | ---------------------------------------------------------------------------------------- |
| 水岡譲                | 味方良介                  | 妖怪合租屋的房東。荒波八幡神社的第二十二代神主，是陰陽師的後裔。                         |
| 奥园健太郎            | 柾木玲弥                  | 害目黑澪負債又騙婚的的前男友。                                                           |
| 原岛响人              | 大东骏介                  | 今昔編輯工作室社長，喜歡目黑澪的網路妖怪文章。                                           |
| 山中美雪              | 内藤理沙                  | 今昔編輯工作室員工。目黑澪前輩，家裡亂的有長蘑菇。                                       |
| 柳沙罗                | 宫本茉由                  | 今昔編輯工作室員工。目黑澪前輩。                                                         |
| 宗像公介              | 蕨野友也                  | 今昔編輯工作室的客人。患上奇病只要是女人不論美醜，都一個不落地想得到手，無藥可救的男人。 |
| 阿菊                  | 佐津川爱美                | 番町皿屋敷一種數盤子的亡靈 (第一季第二怪)，現在是存貨管理的專家。                        |
| 島田藍                | 松田瑠華 保荣茂爱（童年） | 目黑澪喜界島老家一起長大的好朋友。                                                       |
| 齐藤宏                | 涩谷谦人                  | 島田藍交友網站認識的。八郎丸拉麵連鎖店老闆，其實是專門詐騙女人。前牛郎土方敏夫。         |
| 武田高志              | 伊岛空                    | 齐藤宏的小弟。詐騙同夥。                                                                 |
| 优香                  | 宫泽竹美                  | 齐藤宏的姐姐在不動產工作實則女朋友，高智的親姐姐。詐騙同夥。                             |
| 尼彦 / 阿瑪比埃       | 片桐仁                    | 人魚形生物會預言的妖怪 (第一季第四怪)，現在在原宿做占卜師。                              |
| 鹫尾香澄              | 幸田尚子                  | 今昔編輯工作室總部今昔出版社編輯公司經營統籌部派來編輯公司編年史。                       |
| 大泷英                | 山路和弘                  | 今昔出版社會長，原岛响人的父親。                                                         |
| 那须纯一郎            | 草野速仁                  | 無良律師，鹫尾香澄的拍檔兼情人 (僅照片登場)。                                            |
| 山姥                  | 長井短                    | 澀谷傳說的山姥 (第一季第六怪)，現在是美容顧問。                                          |
| 水冈卫 / 天狗大王(聲) | 福田转球                  | 荒波八幡神社宮司，水岡譲的父親。                                                         |
| 黄泉丑女              | 峰村理惠                  | 日本神话黃泉主宰伊邪那美的下屬 (第一季第七怪)，現在是專門撮合男女的特級結婚顧問。        |
| 原島（西岡）梨沙      | 藤井美菜                  | 今昔編輯工作室社長老婆，因為離婚怨念產生靈魂出竅的生霊。                                 |
| 巫女                  | miwa                      | 日式婚禮的主持人。                                                                       |
| 安藤萌萌              | 安藤萌萌                  | 扮演目黑澪的藝人，目黑澪的粉絲。                                                         |

#### 第二季
| 角色              | 饰演者     | 角色简介                                                                         |
| ----------------- | ---------- | -------------------------------------------------------------------------------- |
| 佐藤周 / 生臭和尚 | 池田成志   | 妖怪合租屋的房東。閻魔寺主持。                                                   |
| 佐藤滿            | 豐田裕大   | 派出所巡察。生臭和尚的兒子。                                                     |
| 川邊雄介          | 小久保壽人 | 游泳池教練。其實是河童 (第二季第一怪)。                                          |
| 笹原小梅          | 井頭愛海   | 目黑澪的朋友，被男友拋棄自信力不足，喜歡唱歌。                                   |
| 赤坂麗            | 村岡希美   | 白雪美容外科醫院院長。其實齒黑女姊姊 (第二季第三怪)。                            |
| 赤坂紅            | 內田慈     | 白雪美容外科醫院副院長。其實齒黑女妹妹(第二季第三怪)。                           |
| 小暮梢            | 武田梨奈   | 外資IT企業新成立的娛樂部門，部門第一把手。其實是蜘蛛精(第二季第八怪)。           |
| 白鳥芽衣          | 尾碕真花   | 外資IT企業新成立的娛樂部門員工，編輯人員想當作家。                               |
| 上龍順            | 安井順平   | 外資IT企業新成立的娛樂部門總編輯。其實是山谷回音怪(第二季第八怪)。               |
| 小豆澤流          | 岩崎裕大   | 外資IT企業新成立的娛樂部門員工，其實是小豆洗(第二季第四怪)。                     |
| 菅原道真公        | 山內圭哉   | 從人類變為怨靈又再成為學問之神的神明(第二季第五怪)。                             |
| 大河內龍介        | 木村靖司   | 知名小說家老師。                                                                 |
| 狸貓精            | 本多力     | 自稱分身男爵的狸貓妖怪(第二季第六怪)。                                           |
| 黑原光一          | 六角精兒   | 外資IT企業新成立的娛樂部門老闆。                                                 |
| 黄泉丑女          | 峰村理惠   | 日本神话黃泉主宰伊邪那美的下屬，現在是專門撮合男女的特級結婚顧問(第二季最終怪)。 |

## 製作團隊
- 編劇 - 西荻弓絵、布拉吉利・安妮・山田、綿種绫
- 導演 - 豐島圭介、山本大輔
- 總製作人 - 内山聖子（朝日電視台）
- 製作人 - 飯田沙耶加（朝日電視台）、宮内貴子（角川大映工作室）
- 劇中民間故事 - 作・宇治茶[3]
- 劇中童歌 - 歌唱・座敷童子（池谷伸枝）
- 配樂 - 井筒昭雄
- 主題歌 - 
  - 第一季：miwa 「DAITAN!」（Sony Music Records）[4]
  - 第二季：ayaho
- 制作協力 - 角川大映工作室
- 制作 - 朝日電視台

## 播出日程

### 第一季
| 集數   | 播出日期 | 副標題 | 標題 | 編劇                  | 導演     |
| ------ | -------- | ------ | ---- | --------------------- | -------- |
| 第一怪 | 8月01日  |        |      | 西荻弓絵              | 豐島圭介 |
| 第二怪 | 8月08日  |        |      | 西荻弓絵              | 山本大輔 |
| 第三怪 | 8月15日  |        |      | 西荻弓絵              | 山本大輔 |
| 第四怪 | 8月22日  |        |      | 布拉吉利・安妮 ・山田 | 豐島圭介 |
| 第五怪 | 8月29日  |        |      | 西荻弓絵              | 山本大輔 |
| 第六怪 | 9月05日  |        |      | 綿種绫                | 豐島圭介 |
| 第七怪 | 9月12日  |        |      | 西荻弓絵              | 山本大輔 |
| 最終怪 | 9月19日  |        |      | 西荻弓絵              | 豐島圭介 |

### 第二季
- 第一怪加長30分鐘。

| 集數   | 播出日期 | 標題 | 編劇     | 導演     |
| ------ | -------- | ---- | -------- | -------- |
| 第一怪 | 4月09日  |      | 西荻弓絵 | 豐島圭介 |
| 第二怪 | 4月16日  |      | 西荻弓絵 | 山本大輔 |
| 第三怪 | 4月23日  |      | 西荻弓絵 | 山本大輔 |
| 第四怪 | 4月30日  |      | 西荻弓絵 | 山本大輔 |
| 第五怪 | 5月07日  |      | 西荻弓絵 | 山本大輔 |
| 第六怪 | 5月14日  |      | 綿種綾   | 山本大輔 |
| 第七怪 | 5月21日  |      | 西荻弓絵 | 豐島圭介 |
| 第八怪 | 5月28日  |      | 西荻弓絵 | 豐島圭介 |
| 最終怪 | 6月04日  |      | 西荻弓絵 | 豐島圭介 |

### 播放平台
| 頻道/影音  | 所在地 | 播出日期                            | 播出時間                                |
| ---------- | ------ | ----------------------------------- | --------------------------------------- |
| 朝日電視網 | 日本   | 第一季：2020年8月1日至2020年9月19日 | 第一季：每週六 23:15－次日0:05（UTC+9） |
| 朝日電視網 | 日本   | 第二季：2022年4月9日-               | 第二季：每週六 23:00－23:30（UTC+9）    |
| HamiVideo  | 臺灣   |                                     |                                         |
| MyVideo    | 臺灣   | 第一季2022年4月1日                  |                                         |
| MyVideo    | 臺灣   | 第二季2022年4月11日                 | 第二季：每週一更新（UTC+8）             |
| 緯來日本台 | 臺灣   | 我的室友是妖怪2022年8月1日          | 每週一至五 22:00 - 23:00（UTC+8）       |

## 衍生剧集

### 網路電視劇
妖怪合租屋番外篇『妖・怪談』於2020年8月7日起在網路動畫平台・TELASA播出。

#### 登場人物（網路電視劇）
- 目黑澪：小芝风花
- 提燈阿岩：松本真理香
- 滑瓢:大倉孝二
- 酒吞童子：每熊克哉
- 座敷童子：池谷伸枝

#### 製作團隊（網路電視劇）
- 編劇：布拉吉利・安妮・山田、綿種绫
- 導演：井木義和
- 製作人：飯田沙耶加（朝日電視台）、宮内貴子（角川大映工作室）
- 制作：朝日電視台
- 制作協力：角川大映工作室

#### 播放日程（網路電視劇）
| 集數  | 播放開始日 | 副標題 | 中文       | 編劇                 | 導演     |
| ----- | ---------- | ------ | ---------- | -------------------- | -------- |
| 第1話 | 8月07日    |        | 提燈阿岩篇 | 綿種绫               | 井木義和 |
| 第2話 | 8月07日    |        | 滑瓢篇     | 布拉吉利・安妮・山田 | 井木義和 |
| 第3話 | 8月14日    |        | 酒呑童子篇 | 布拉吉利・安妮・山田 | 井木義和 |
| 第4話 | 8月14日    |        | 座敷童子篇 | 布拉吉利・安妮・山田 | 井木義和 |

## 電影
電影於2022年6月17日上映。於2022年4月12日公布電影正式標題為《妖怪合租屋-不是白馬王子怪-》，並發布只出現在電影的原創角色，天才年輕數學家・AITO由望月步飾演。

### 脚注
1. ↑  地址设定为东京都荒波区荒波一丁目四九。
2. ↑  第7集里，黄泉丑女就是通过这里出入，只是她假装从中庭的走廊出现。

### 出典
1. ↑  . MANTAN Broad（日语：ようかいシェアハウス）.   [2020-10-15]. （原始内容存档于2021-01-19）.
2. ↑  . ORICON NEWS.   [2022-04-01]. （原始内容存档于2022-05-31）.
3. ↑  宇治茶 （页面存档备份，存于）
4. ↑  . Billboard JAPAN. 2020-07-16  [2022-04-01]. （原始内容存档于2022-05-28）.
5. 1 2  來自當日 『朝日新聞』 電視欄。
6. ↑  . www.tv-asahi.co.jp. 朝日電視台.   [2020-06-10]. （原始内容存档于2020-11-01）.
7. ↑  . 東映オフィシャルサイト.   [2022-04-20]. （原始内容存档于2022-06-09） （日语）.